# Exposition internationale d'Électricité
La première Exposition internationale d'Électricité eut lieu à Paris entre le 15 août 1881 et le 15 novembre 1881 au palais de l'Industrie, sur les Champs-Élysées. Elle fait suite à l'Exposition universelle de 1878 où les avancées de l'électrotechnique n'avaient pas, selon les promoteurs de celle-ci, pu être mises suffisamment en valeur.
Cette Exposition eut un retentissement considérable. Le public put y admirer la dynamo de Zénobe Gramme, les ampoules électriques de Thomas Edison, le tramway électrique de Werner von Siemens, le téléphone de Alexandre Graham Bell, le théâtrophone de Clément Ader, un réseau de distribution par Marcel Deprez, une voiture électrique par Gustave Trouvé, etc.
Adossé à l'Exposition, le premier Congrès international des électriciens, qui se tint dans les salles du palais du Trocadéro, fut l'occasion de nombreuses communications scientifiques et techniques.

## Organisation

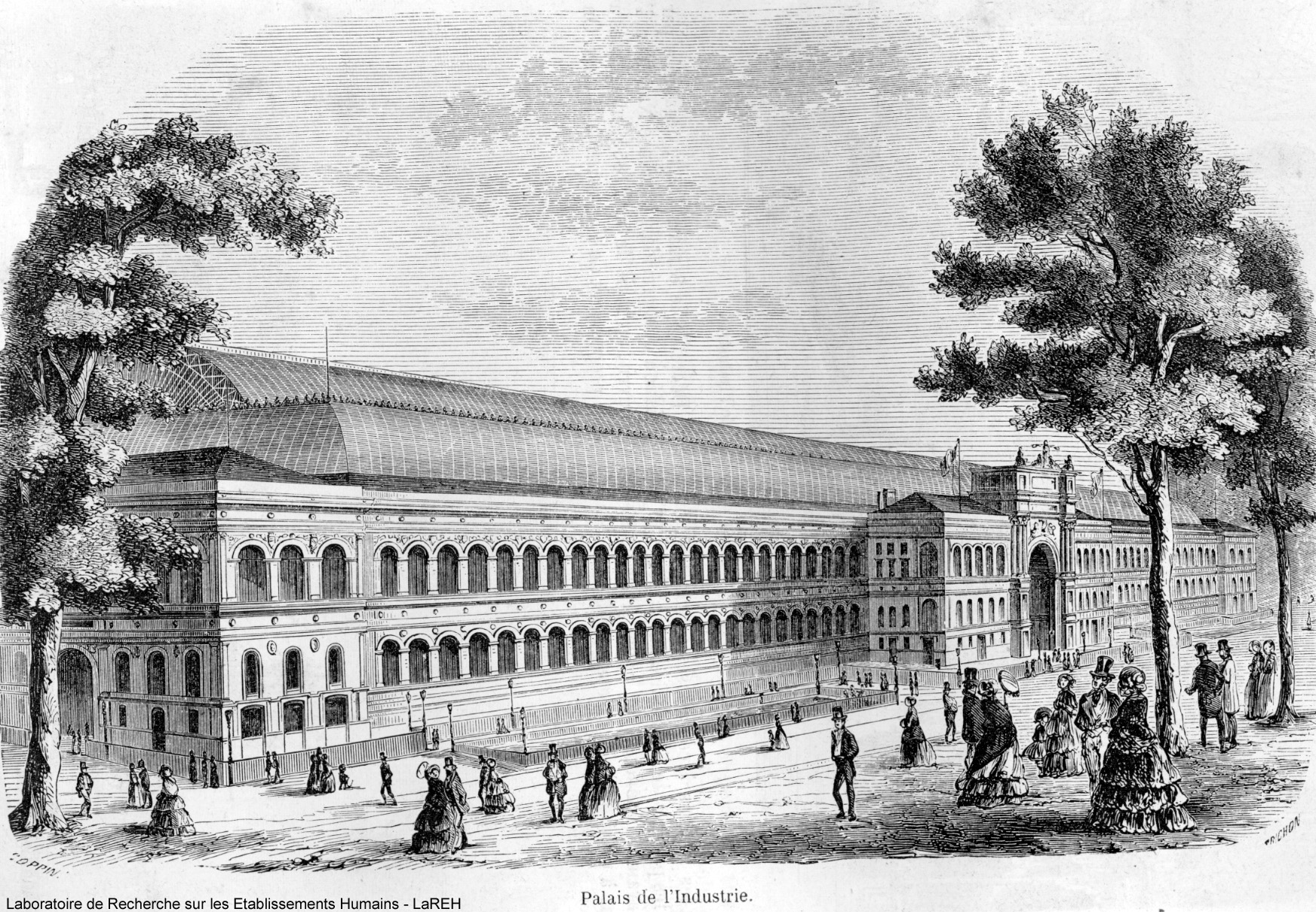
Palais de l'Industrie, construit pour l'Exposition universelle de 1855.

Georges Berger en fut le commissaire général. L'Exposition, après la mise à disposition du palais par l'État, est organisée sur des fonds privés. Les organisateurs s'assurèrent contre d'éventuelles pertes comme lors de l'Exposition universelle de 1867. Les bénéfices, quant à eux, seront versés au profit d'œuvres scientifiques d'intérêt public (Art. 3).
Adolphe Cochery, ministre des Postes et Télégraphes, a fait partie des organisateurs.
Parmi les objets exposés figuraient notamment :
- les appareils de production et de transmission de l'électricité ;
- les aimants naturels et artificiels, les boussoles ;
- les appareils servant à l'étude de l'électricité ;
- les nombreuses applications de l'électricité (son, chaleur, lumière, galvanoplastie, électrochimie, signalisation, force motrice, les applications industrielles, agricoles et domestiques…) ;
- les paratonnerres ;
- les anciens instruments en rapport avec l'électricité ;
- un procédé de production du zinc par électrolyse présenté par Léon Letrange pour remplacer le procédé de distillation employé jusqu'alors.

## Congrès international des électriciens
Ce congrès fut une étape importante dans la construction du Système international d'unités (SI) moderne, puisqu'il fut l'occasion de définir et d'adopter l'ohm, l'ampère, le coulomb et le farad. Y participèrent notamment Éleuthère Mascart, William Thomson (devenu par la suite lord Kelvin), Hermann von Helmholtz, Rudolf Clausius, Gustav Kirchhoff, Gustav Heinrich Wiedemann, William Siemens et son frère l'industriel Werner von Siemens, qui dut renoncer à l'adoption du siemens de mercure (en) comme unité de résistance — à ne pas confondre avec le siemens, actuelle unité de conductance du SI.